# Piuí occidental
El piuí occidental (Contopus sordidulus) és una espècie d'ocell de la família dels tirànids (Tyrannidae) propi de Nord-amèrica.

## Descripció
- Papamosques mitjà, amb uns 16 cm de llarg i 14 grams de pes.
- Ocell amb el dors verd oliva grisos. Parts inferiors verd oliva pàl·lid. Cap fosc amb una cresta poc notable. Ales fosques amb dues barres blanques.

## Hàbitat i distribució
Cria als boscos, principalment de coníferes des de l'est d'Alaska i sud de Yukon, cap al sud, a través de la meitat occidental d'Amèrica del Nord fins a Mèxic i Amèrica Central. Passa l'hivern al nord-oest de Sud-amèrica.

## Subespècies
- C. s. griscomi (Webster JD, 1957). Sud-oest de Mèxic.
- C. s. peninsulae (Brewster, 1891). Sud de Baixa Califòrnia.
- C. s. saturatus (Bishop, 1900). Des del sud-est d'Alaska cap al sud fins a l'oest d'Oregon.
- C. s. sordidulus (Sclater PL, 1859). Des del sud de Mèxic fins a Hondures.
- C. s. veliei (Coues, 1866). Oest dels Estats Units i nord de Mèxic.